# تاترا تی۱۴۸
تاترا تی۱۴۸ (Tatra T۱۴۸) خودرویی است.طول آن در حالت طبیعی ۷٬۲۹۵ میلیمتر (۲۸۷٫۲ اینچ)، عرض آن در حالت طبیعی ۲٬۵۰۰ میلیمتر (۹۸٫۴ اینچ)، ارتفاع آن در حالت طبیعی ۲٬۶۱۰ میلیمتر (۱۰۲٫۸ اینچ) و وزن آن در حالت طبیعی ۱۰٬۸۰۰ کیلوگرم (۲۳٬۸۱۰ پوند) است.

## نگارخانه

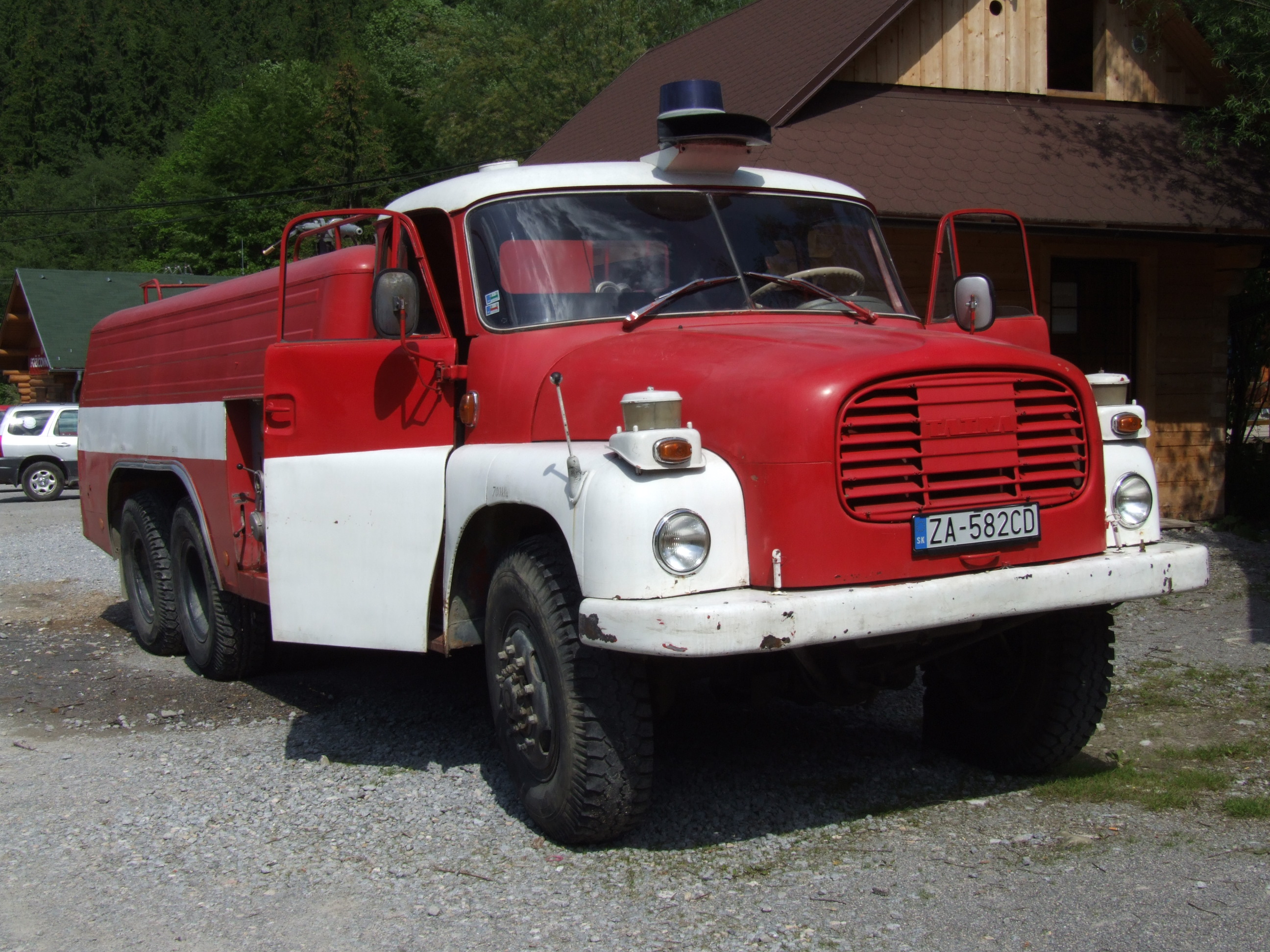
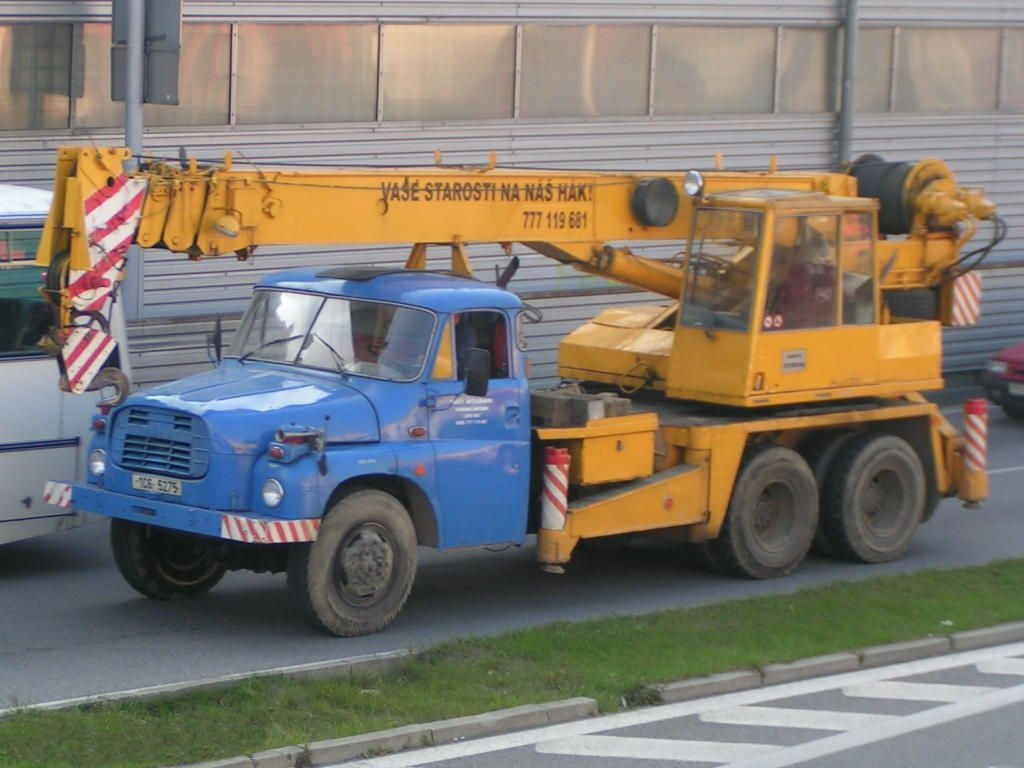